# Meccanici allo sbando
Meccanici allo sbando (Misfit Garage) è un reality show televisivo statunitense, spin-off di Fast N' Loud. Il programma viene trasmesso negli Stati Uniti da Discovery Channel, mentre in Italia su Discovery Channel (durante le prime tre stagioni) e da Motor Trend. Nel cast sono presenti due dei meccanici licenziati dal Gas Monkey Garage di Dallas, in Texas, Tom Smith e Jordan Butler che, insieme all'ex meccanico dimesso del Gas Monkey Garage Scot McMillan (doppiato nella versione italiana da Francesco Cataldo) e all'imprenditore della compravendita e restauro auto-motori Thomas Weeks (doppiato nella versione italiana da Gianluca Iacono), fondano una nuova compagnia di restauro e compravendita automobili con sede nei vecchi locali del Gas Monkey: il Fired Up Garage.

## Stagioni
| Stagione | Puntate | Prima TV USA | Prima TV Italia |
| -------- | ------- | ------------ | --------------- |
| 1        | 8       | 2014         | 2015            |
| 2        | 8       | 2015         | 2015            |
| 3        | 8       | 2016         |                 |
| 4        | 8       | 2016         | 2018            |

## Produzione
Il programma è chiaramente uno spin-off di Fast N' Loud, anche se si vuole intendere che ci sia una rivalità tra i due programmi; lo stesso Richard Rawlings appare in alcuni episodi anche se i protagonisti dicono di aver tagliato i ponti con lui (La casa di produzione è la stessa: la Pilgrim Studios e Richard Rawlings è il produttore del programma che si può considerare uno spin off di Fast N' Loud).

## Doppiatori
- Gianluca Iacono: Thomas Weeks
- Luca Semeraro (1ª voce) e Francesco Cataldo (2ª voce): Scot McMillan
- Claudio Moneta (1ª voce) e Luca Ghignone (2ª voce): Tom Smith
- Luca Bottale: John Klump
- Patrizio Prata: Richard Rawlings